# Tyler Gillett

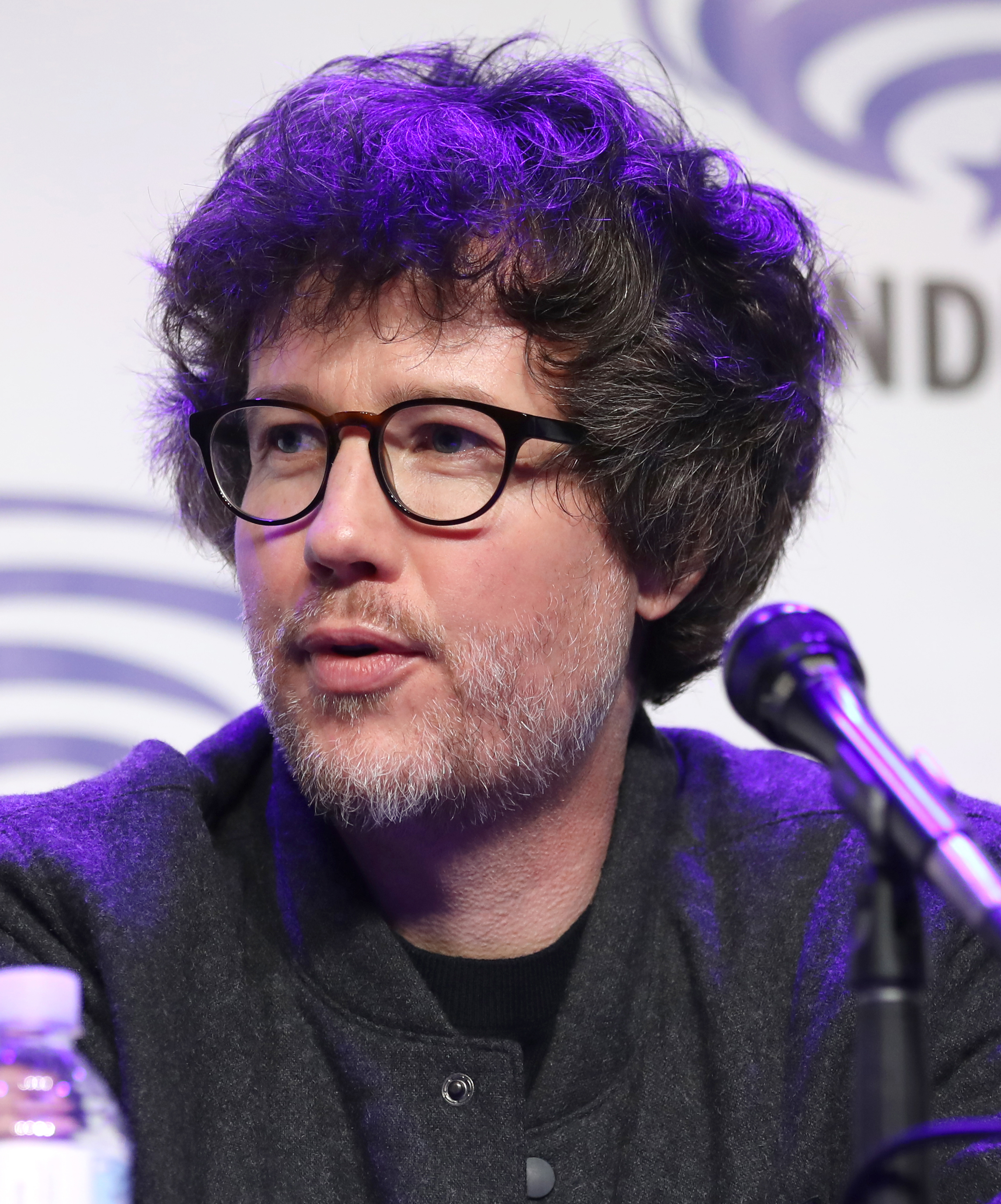
Tyler Gillett (2024)

Tyler Gillett (* 6. März 1982 in Flagstaff, Arizona) ist ein US-amerikanischer Regisseur, Kameramann, Filmschauspieler, Drehbuchautor und Filmproduzent.
Gillett wuchs in Flagstaff auf und erwarb 2004 an der University of Arizona einen Bachelor of Fine Arts in Film Production and Studio Art, Photography. Er ist Mitbegründer des Filmemacher-Kollektivs Radio Silence und führte zusammen mit Matt Bettinelli-Olpin Regie bei Horrorfilmen wie Devil’s Due – Teufelsbrut, Ready or Not, Scream und Abigail.

## Filmografie
- 2011: Chad, Matt & Rob
- 2012: V/H/S – Eine mörderische Sammlung: 10/31/98 (V/H/S)
- 2014: Devil’s Due – Teufelsbrut (Devil’s Due)
- 2015: Southbound
- 2019: Ready or Not – Auf die Plätze, fertig, tot (Ready or Not)
- 2021: V/H/S/94
- 2022: Scream
- 2022: V/H/S/99
- 2023: Scream VI
- 2023: V/H/S/85
- 2024: Abigail